# Srinivasa Ramanujan
Srinivasa Ramanujan (tàmil: சீனிவாச இராமானுஜன்,)  (Erode, 22 de desembre de 1887 - Kumbakonam, 26 d'abril de 1920) va ser un matemàtic indi, que, amb molt poca formació reglada en matemàtiques pures, va fer contribucions substancials a l'anàlisi matemàtica, la teoria de nombres, les sèries infinites i les fraccions contínues.

## Biografia

### Infància

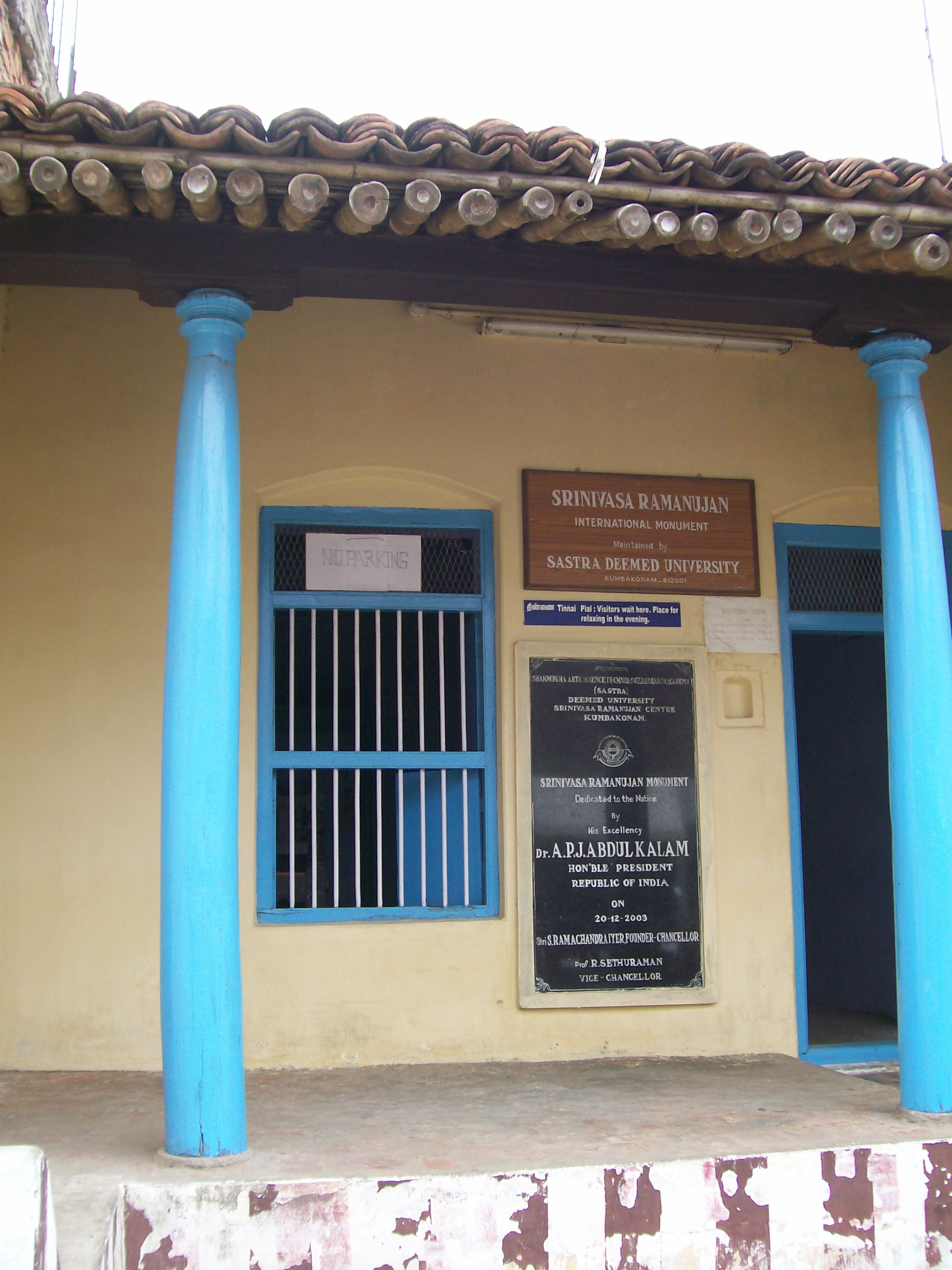
Casa de Ramanujan a Sarangapani Street, Kumbakonam.

Ramanujan va néixer el 22 de desembre de 1887 a Erode, Tamil Nadu, Índia, on vivien els seus avis materns.
El seu pare, K. Srinivasa Iyengar va treballar com a venedor en una botiga sari del districte de Thanjavur. La seva mare, Komalatammal o Komal Ammal (Ammal en tamil és equivalent a senyora en català o madam en anglès), era una mestressa de casa i també una cantant en un temple de la localitat. Vivien al carrer Sarangapani, en una casa d'estil de la part sud de l'Índia (actualment un museu), a la ciutat de Kumbakonam. Quan Ramanujan tenia un any i mig, la seva mare va donar a llum Sadagopan. El nadó va morir abans dels tres mesos. El desembre de 1889, Ramanujan va contraure la verola de la qual sortosament es va recuperar, cosa que no era habitual en el districte de Thanjavur. Es va mudar amb la seva mare a casa dels seus pares a Kanchipuram, prop de Chennai. El novembre de 1891, i també el 1894, la seva mare va donar a llum; però cap de les dues criatures va arribar a complir un any.
L'1 d'octubre de 1892, Ramanujan va ingressar a l'escola local. El març de 1894, el van traslladar a l'escola Telugu medium. Després que el seu avi matern perdés la feina com a oficial de la cort a Kanchipuram, Ramanujan i la seva mare van tornar un altre cop a Kumbakonam i allà el van matricular a l'escola d'educació primària Kangayan. Després de la mort del seu avi patern, el van tornar a enviar a casa dels seus avis materns, que, en aquell moment, vivien a Madràs. No li agradava l'escola de Madràs, i va intentar no anar-hi. La seva família va contractar un policia local per assegurar-se que hi anava. Sis mesos més tard, Ramanujan estava un altre cop a Kumbakonam.
La mare de Ramanujan va ser qui es va ocupar d'ell durant la seva infantesa, ja que el seu pare estava a la feina la major part del dia. Ramanujan tenia, per tant, una estreta relació amb la seva mare. Va aprendre d'ella tradicions i puranas. Va aprendre a cantar cançons religioses, anar a les pujas al temple i els costums a l'hora de menjar –Ramanujan necessitava tot això per ser un bon brahmin. Ramanujan va tenir uns bons resultats a l'escola primària Kangayan. Abans de fer els deu anys, el novembre de 1897, va aprovar els exàmens en anglès, tàmil, geografia i aritmètica. Els seus resultats van fer que fos el primer del districte. El 1898, la seva mare va donar a llum un noi anomenat Lakshmi Narasimhan. Aquest mateix any, Ramanujan va entrar a l'escola d'ensenyament secundari Town Higher (Town Higher Secondary School), on va tenir contacte per primera vegada amb les matemàtiques formals.
Als onze anys, ja havia exhaurit els coneixements matemàtics de dos estudiants que estaven allotjats a casa seva. Posteriorment, li van prestar un llibre de trigonometria avançada escrit per S. L. Loney.
Als tretze anys ja dominava completament aquest llibre i havia descobert sofisticats teoremes. Als catorze anys ja tenia certificats amb mèrit i premis acadèmics que havia aconseguit al llarg de la seva carrera escolar. A aquesta edat, també havia assistit a classes de lògica. Va finalitzar els exàmens de matemàtiques en la meitat del temps estipulat i va mostrar molta facilitat amb les sèries infinites.

### Joventut
Als setze anys, Ramanujan, va trobar el llibre Una sinopsi de resultats elementals de matemàtica pura i aplicada, escrit per George S. Carr. Aquest llibre era una col·lecció de 5.000 teoremes i va introduir Ramanujan dins el món de les matemàtiques. L'any següent, va estudiar els nombres de Bernoulli i va calcular la constant d'Euler fins a la 15ª xifra decimal. Els seus companys de l'època comentaven que "poques vegades l'entenien" i que "es mantenien a una distància prudencial" d'ell.
Quan es va graduar a Town High el 1904, Ramanujan va guanyar el premi K. Ranganatha Rao de matemàtiques que donava el director de l'escola, Krishnaswami Iyer. Iyer presentava a Ramanujan com un estudiant brillant que mereixia puntuacions més altes que la major puntuació que es podia obtenir en un examen. Va rebre una beca per estudiar en el Government College a Kumbakonam, conegut com el "Cambridge del Sud de l'Índia." Malgrat això, Ramanujan només estava interessat a estudiar matemàtiques i deia que no es podia concentrar en altres assignatures, i va suspendre la majoria de matèries, cosa que va provocar que perdés la beca. L'agost de 1905, va deixar casa seva i va anar cap a Visakhapatnam. Més tard, va entrar al Pachaiyappa's College a Madràs. Continuava sent excel·lent en matemàtiques, però amb resultats molt dolents en altres assignatures com fisiologia. Ramanujan va suspendre l'examen de visual i plàstica el desembre de 1906 i, per segon cop, l'any següent. Va deixar l'escola sense graduar-se i va continuar la seva recerca independent en matemàtiques. En aquests moments de la seva vida, vivia en una pobresa extrema i sovint no tenia res per menjar.

### Edat adulta a l'Índia
El 14 de juliol de 1909, Ramanujan es casa amb Janaki Ammal, una nena de nou anys. Cal destacar que en la secta a la qual Ramanujan pertanyia, el casament era un compromís formal que no es portava a terme fins que la núvia feia els 17-18 anys. Després del casament, Ramanujan va tenir un problema en els testicles. El problema es podia haver tractat amb una operació de cirurgia rutinària. La seva família no tenia diners per a l'operació, però el 1910 un metge es va oferir voluntari per fer-li la cirurgia gratuïtament. Després de l'èxit de la cirurgia, Ramanujan va buscar feina. Va quedar-se en cases d'amics mentre anava de casa en casa a la ciutat de Madras (ara Chennai) buscant una posició religiosa. Per guanyar diners, va tutoritzar alguns estudiants en el col·legi Presidency que estaven preparant-se pel seu examen de visual i plàstica. A finals de 1910, Ramanujan torna a estar malalt, possiblement per la cirurgia que se li va fer a principis d'any. Va tenir por de caure malalt i, fins i tot, li va dir al seu amic R. Radakrishna Iyer que lliurés el seu quadern de matemàtiques al professor Singaravelu Mudaliar del Pachaiyappa's College, o al professor Edward B. Ross, del Madras Christian College." Després que Ramanujan es recuperés i que tornés els seus treballs d'Iyer, va agafar un tren cap al nord des de Kumbakonam fins a Villupuram, una ciutat costanera sota control francés.
Durant els anys 1912 i el 1913, Ramanujan va enviar mostres dels seus teoremes a tres importants acadèmics de la Universitat de Cambridge. Només G. H. Hardy (un dels matemàtics més destacats del segle xx) reconegué el brillant treball de Ramanujan, i li va demanar de treballar amb ell a Cambridge. Ramanujan es va traslladar a Anglaterra el 1914, i va treballar fructuosament amb Hardy durant els cinc anys següents. Ramanujan es doctorà el 1916, i el 1917 va ser escollit per formar part de la London Mathematical Society. El 1918 fou nomenat Fellow de la Royal Society; esdevenia, així, un dels membres més joves de la història i el segon hindú que ho aconseguia. Aquell mateix any, també esdevingué el primer hindú a ser proclamat Fellow del Trinity College de Cambridge.

#### Altres matemàtics el descobreixen
Ramanujan va conèixer V. Ramaswami Iyer, que havia fundat feia poc la Societat Índia de Matemàtiques. Ramanujan volia un treball en un departament on Iyer treballava i per aquest motiu li va ensenyar els seus escrits matemàtics. Iyer va explicar més tard:

"Vaig quedar molt sorprès pels extraordinaris resultats que hi havia en les seves notes. Ni em va passar pel cap ofegar el seu geni amb una feina en els graons més baixos del departament de finances."

Iyer va enviar Ramanujan, amb cartes de recomanació, als seus amics matemàtics a Madras. Algun dels amics van mirar els treballs i li van donar altres recomanacions per a R. Ramachandra Rao, del districte de Nellore i secretari de la Societat Índia de Matemàtiques. Ramachandra Rao va quedar impressionat pel treball de Ramanujan, però dubtava que fos realment un treball propi. Ramanujan va comentar que es comunicava per carta amb el professor Saldhana, un matemàtic important de Bombay (actualment Mumbai). En aquestes cartes, Saldhana feia palés que no entenia completament el treball però va concloure que no era fals. L'amic de Ramanujan, C. V. Rajagopalachari i Ramachandra Rao, continuaven intentant sufocar els dubtes que hi havia sobre la moralitat acadèmica de Ramanujan. Rao va accedir a donar-li una altra oportunitat i va escolar Ramanujan mentre parlava d'integrals el·líptiques, sèries hipergeomètriques, i la seva teoria sobre sèries divergents en què Rao va dir "convertir-se" per creure en el talent matemàtic de Ramanujan. Rao li va demanar què volia i Ramanujan va dir que necessitava treball i ajuda financera. Rao hi va estar d'acord i el va enviar a Madras. Va continuar la seva recerca matemàtica amb l'ajuda financera de Rao. Amb l'ajuda de Ramaswami Iyer, Ramanujan va publicar el seu treball en el Journal of Indian Mathematical Society.
Un dels primers problemes que va escriure en el diari va ser:
{\displaystyle {\sqrt {1+2{\sqrt {1+3{\sqrt {1+\cdots }}}}}}.}
Va esperar que algú enviés la solució durant tres números de la revista, més de sis mesos, però no en va rebre cap. Al final, Ramanujan va donar ell mateix la solució al problema. A la pàgina 105 del primer quadern, va formular una equació que es podia utilitzar per resoldre el problema dels radicals anellats infinitament:
{\displaystyle x+n+a={\sqrt {ax+(n+a)^{2}+x{\sqrt {a(x+n)+(n+a)^{2}+(x+n){\sqrt {\mathrm {\cdots } }}}}}}}
Utilitzant aquesta equació, va respondre a la pregunta que es va posar en el Journal. Ramanujan va escriure el seu primer article matemàtic per al Journal sobre les propietats dels nombres de Bernoulli. Una de les propietats que va descobrir era que els denominadors (successió A027642 a l'OEIS) de les fraccions dels nombres de Bernoulli eren sempre divisibles per sis. També va deduir un mètode per calcular Bn basat en els nombres de Bernoulli anteriors. Un d'aquests mètodes era:
Si n és parell però diferent de zero,

(i) Bn és una fracció i el numerador de {\displaystyle {B_{n} \over n}} en la forma irreductible és un nombre primer,

(ii) el denominador de Bn conté cadascun dels factors 2 i 3 una vegada i només una,

(iii) {\displaystyle 2^{n}(2^{n}-1){b_{n} \over n}} és un nombre enter {\displaystyle 2(2^{n}-1)B_{n}\,}, per tant, és un nombre enter senar'.
En "Algunes propietats dels nombres de Bernoulli", Ramanujan va donar tres proves, dos corol·laris i tres conjectures en el seu article de 17 pàgines. Al principi els treballs de Ramanujan tenien errades. L'editor del Journal, M. T. Narayana Iyengar, va remarcar:

Els mètodes del sr. Ramanujan són tan concisos i la seva presentació tan mancada en precisió i claredat que el lector matemàtic ordinari, no acostumat a aquestes gimnàstiques intel·lectuals, gairebé no podia seguir l'article.
Posteriorment, Ramanujan va escriure un altre article i també va continuar proposant problemes en el Journal. Al principi del 1912, va trobar un treball temporal a l'oficina de l'Accountant General de Madras, amb un salari de 20 rupies/mes. La feina li va durar només unes poques setmanes. Cap al final de la seva feina en l'oficina general d'Account, va sol·licitar una feina de cap de comptes del port de Madras. En una carta datada el 9 de febrer de 1912, Ramanujan va escriure:

Senyor,

Crec que hi ha una vacant d'assistent jurídic en la seva oficina i sol·licito obtenir aquest lloc de treball. He aprovat l'examen de matriculació i també he estudiat fins F.A. però no se'm va permetre continuar els estudis degut a diverses circumstàncies. Malgrat tot he estat tota la vida dedicat a les matemàtiques i he estat desenvolupant el tema. Us puc dir que faig justícia al meu treball quan sol·licito aquest lloc. Per tant, demano una cita amb vostè.

Adjunta a la seva sol·licitud, hi havia una recomanació d'E. W. Middlemast, un professor de matemàtiques del Presidence College, que va escriure que Ramanujan era "un jove amb una capacitat excepcional en matemàtiques." Tres setmanes més tard de la seva sol·licitud, l'1 de març, Ramanujan va saber que havia estat acceptat per la feina com a comptable de classe III, grau IV, amb un sou de trenta rupies per mes. A la seva oficina, Ramanujan acabava ràpidament i fàcilment el treball que se li havia assignat; per tant, feia servir el seu temps lliure fent recerca matemàtica. El cap de Ramanujan, sir Francis Spring, i S. Narayana Iyer, un col·lega que era tresorer de la Societat Índia de Matemàtiques, van encoratjar Ramanujan a continuar les seves recerques matemàtiques.

#### Contacte amb matemàtics anglesos
Spring, Narayana Iyer, Ramachandra Rao i E. W. Middlemast van intentar exposar els treballs de Ramanujan a matemàtics britànics. Un matemàtic d'University College London anomenat M. J. M. Hill va comentar que els quaderns de Ramanujan estaven plens de forats. Va dir que malgrat que Ramanujan tenia "un gust especial per a les matemàtiques i una mica d'habilitat", li mancava una educació de base. Per tant, a la seva feina li mancaven fonaments per tal que fos acceptada per matemàtics. Malgrat que Hill no va oferir-se per ser professor de Ramanujan, li va donar consells professionals sobre la seva feina. Amb l'ajuda dels seus amics, Ramanujan va redactar cartes dirigides a matemàtics de la Universitat de Cambridge.
Els dos primers professors a qui va enviar les cartes, H. F. Baker i Ernest William Hobson, li van retornar els treballs sense cap comentari. El 16 de gener de 1913, Ramanujan va escriure a G. H. Hardy, que va reconèixer el talent matemàtic de Ramanujan. Semblava impossible que les nou meravelloses pàgines sobre matemàtiques haguessin estat escrites per un matemàtic tan heterodox. A priori, Hardy va creure que els manuscrits de Ramanujan eren un possible "frau". Hardy coneixia algunes fórmules de Ramanujan, però d'altres "semblaven molt difícils de creure." Un dels teoremes que Hardy trobava difícil de creure estava al final de la pàgina tres (vàlid per 0 < a < b+1/2):
{\displaystyle \int _{0}^{\infty }{\cfrac {1+{x}^{2}/({b+1})^{2}}{1+{x}^{2}/({a})^{2}}}\times {\cfrac {1+{x}^{2}/({b+2})^{2}}{1+{x}^{2}/({a+1})^{2}}}\times \cdots \;\;dx={\frac {\sqrt {\pi }}{2}}\times {\frac {\Gamma (a+{\frac {1}{2}})\Gamma (b+1)\Gamma (b-a+{\frac {1}{2}})}{\Gamma (a)\Gamma (b+{\frac {1}{2}})\Gamma (b-a+1)}}.}
Hardy també va quedar impressionat per altres treballs de Ramanujan relacionats amb sèries infinites:
{\displaystyle 1-5\left({\frac {1}{2}}\right)^{3}+9\left({\frac {1\times 3}{2\times 4}}\right)^{3}-13\left({\frac {1\times 3\times 5}{2\times 4\times 6}}\right)^{3}+\cdots ={\frac {2}{\pi }}}
{\displaystyle 1+9\left({\frac {1}{4}}\right)^{4}+17\left({\frac {1\times 5}{4\times 8}}\right)^{4}+25\left({\frac {1\times 5\times 9}{4\times 8\times 12}}\right)^{4}+\cdots ={\frac {2^{\frac {3}{2}}}{\pi ^{\frac {1}{2}}\Gamma ^{2}\left({\frac {3}{4}}\right)}}.}
El primer resultat ja havia estat trobat per un matemàtic anomenat Bauer. El segon era nou per a Hardy. Era una deducció d'una classe de funcions anomenada sèrie hipergeomètrica que havia estat investigada, per primera vegada, per Leonhard Euler i Carl Friedrich Gauss. Comparant aquests resultats amb els treballs de Ramanujan sobre integrals, Hardy va trobar aquests resultats "molt més intrigants." Després de veure els teoremes de Ramanujan sobre fraccions contínues que estaven en la darrera pàgina dels manuscrits, Hardy va comentar que els teoremes el van vèncer completament: "no havia vist abans mai res com això." Va intuir que els teoremes de Ramanujan "havien de ser veritat perquè, si no fossin veritat, ningú no hauria pogut tenir la imaginació per inventar-los." Hardy va contactar un company, J. E. Littlewood, per mirar els treballs. Littlewood va quedar meravellat pel geni matemàtic de Ramanujan. Després de discutir els manuscrits amb Littlewood, Hardy va concloure que les cartes eren "segurament el més remarcable que mai havia rebut" i va comentar que Ramanujan era "un matemàtic d'alt nivell, un home d'una originalitat i capacitat excepcional." Més tard, un company, E. H. Neville, va comentar que "ni un sol teorema podia haver estat enunciat en cap recerca matemàtica del món."
El 8 de febrer de 1913, Hardy va escriure una carta de resposta a Ramanujan, comentant-li el seu interès pels seus treballs. Hardy també afegia que era "essencial que vegi les proves d'alguna de les seves afirmacions." Abans que aquesta carta arribés a Madras durant la tercera setmana de febrer, Hardy va contactar amb l'oficina índia per preparar el viatge de Ramanujan a Cambridge. Arthur Davies, secretari del comitè Advisory per als estudiants del Comité per a estudiants indis, es va trobar amb Ramanujan per parlar sobre el viatge. D'acord amb l'educació que havia rebut del brahmin que el va criar, Ramanujan es va negar a abandonar el seu país per "anar a una terra estrangera." Mentrestant, Ramanujan va enviar una carta amb uns teoremes a Hardy, en què deia: "en tu he trobat un amic que veu amb bons ulls tot el que faig."
Per complementar l'aprovació de Hardy, un exprofessor matemàtic del Trinity College, Cambridge, Gilbert Walker, va llegir el treball de Ramanujan i va expressar la seva sorpresa. Això el va portar a demanar-li amb urgència que passés un temps a Cambridge. Gràcies a l'aprovació de Walker, B. Hanumantha Rao, un professor de matemàtiques en una escola d'enginyers, va convidar un col·lega de Ramanujan a una trobada de la Junta d'Estudis matemàtics per tal de parlar sobre "què es podia fer per S. Ramanujan". La comissió es va trobar i van acordar donar una beca estudiantil de recerca a Ramanujan per valor de 75 rupies mensuals pels dos anys següents a la Universitat de Madras. Durant el temps que va gaudir d'aquesta beca d'estudiant, Ramanujan va continuar enviant treballs al Journal of the Indian Mathematical Society (en català Revista de la Societat Matemàtica de l'Índia). En un treball, Ramanujan es va anticipar al treball d'un matemàtic polonès que va publicar el seu treball poc temps després que ell. En els seus papers trimestrals, Ramanujan va elaborar teoremes per simplificar les integrals definides. Mentre treballava en el teorema integral de Giuliano Frullani el 1821, Ramanujan va formular generalitzacions que es podien fer per avaluar integrals que no s'havien pogut fer anteriorment.
La correspondència de Hardy amb Ramanujan es va enrarir després que Ramanujan refusés d'anar a Anglaterra. Hardy es va apuntar a una conferència d'un col·lega a Madràs, E. H. Neville. Llavors Ramanujan va anar a Anglaterra. Neville va demanar a Ramanujan per què no anava a Cambridge. Aparentment Ramanujan havia acceptat la proposta, segons diu Neville: "No calia convertir Ramanujan i l'oposició dels seus pares havia estat decisiva." Aparentment, els amics de Ramanujan van convèncer la seva mare d'acceptar el viatge a Cambridge. Ramanujan estava convençut per un somni que la seva mare havia tingut, en el qual la dea de la família Namagiri li va manar "que no s'interposés entre el seu fill i l'acompliment del seu destí en la vida."

### Vida a Anglaterra
Ramanujan va viatjar en el S. S. Nevasa el 17 de març de 1914. A les 10 del matí, el vaixell va sortir de Madràs. Va arribar a Londres el 14 d'abril, on l'esperava E. H. Neville en un cotxe. Quatre dies més tard, Neville el va portar a casa seva a Chesterton Road, a Cambridge. Ramanujan va començar immediatament a treballar amb Littlewood i Hardy. Després de 6 setmanes, Ramanujan va marxar de casa de Neville i va anar a Whewell's Court, a 5 minuts a peu de la casa de Hardy. Hardy i Ramanujan van començar a treballar en la feina feta per Ramanujan. Hardy ja havia rebut 120 teoremes de Ramanujan en dues cartes, però hi havia molts altres resultats i teoremes que es trobaven en els seus quaderns. Hardy va veure que alguns estaven malament, d'altres ja havien estat descoberts i la resta eren nous avenços. Ramanujan va impressionar molt Hardy i Littlewood. Littlewood va comentar: "Puc creure que ell és, com a mínim, un Carl Gustav Jacob Jacobi", mentre que Hardy va dir que "només se'l pot comparar amb Leonhard Euler o Jacobi".
Ramanujan va passar quasi cinc anys a Cambridge col·laborant amb Hardy i Littlewood, i va publicar una part dels seus descobriments allà. Hardy i Ramanujan tenien unes personalitats molt diferents. La seva col·laboració va ser un xoc entre diferents cultures, creences i estils de treball. Hardy era ateu i un apòstol de la demostració i del rigor matemàtic, mentre que Ramanujan era un home profundament religiós i molt lligat a la seva intuïció. A Anglaterra, Hardy va fer tot el possible per cobrir les mancances de l'educació de Ramanujan sense interrompre els seus períodes d'inspiració.
El març de 1916, es va concedir a Ramanujan el títol de B. A. degree en recerca (posteriorment s'ha canviat el nom d'aquest títol i ha passat a ser un PhD –doctorat) pel seu treball en nombres molt complexos* que va ser publicat en el Journal of the London Mathematical Society. La publicació tenia més de 50 pàgines amb demostracions de diferents propietats d'aquests nombres.
Hardy va remarcar que aquesta publicació era una de les més inusuals que havia vist en la seva recerca matemàtica fins a aquell moment, i que Ramanujan demostrà una extraordinària ingenuïtat en la manera en què ho tracta.
El 6 de desembre de 1917, se'l va escollir com a membre de la London Mathematical Society. Va ser el segon indi que va esdevenir membre de la Royal Society el 1918. El primer va ser Ardaseer Cursetjee, el 1841. Va ser un dels membres més joves en tota la història de la Royal Society. El van escollir "per la seva investigació en funcions el·líptiques i la teoria de nombres". El 13 d'octubre de 1918, va ser escollit com a membre del Trinity College, de Cambridge. Va ser el primer indi que va obtenir aquest reconeixement.

### Malaltia i retorn a l'Índia
Durant tota la seva vida Ramanujan va tenir molts problemes de salut. La seva salut va empitjorar a Anglaterra. El fet de viure fora de casa i la seva obsessió per les matemàtiques, potser empitjoraren per l'estrès i per l'escassetat de les verdures durant la Primera Guerra Mundial les seves malalties. Se li va diagnosticar tuberculosi i una mancança força seriosa de vitamines i va ingressar en un hospital. Ramanujan va tornar a Kumbakonam, Índia el 1919 i va morir, una mica més tard, a l'edat de 32 anys. La seva esposa, S. Janaki Ammal, va viure a Chennai (Madras) fins a la seva mort, el 1994.
Una anàlisi de la història mèdica de Ramanujan feta el 1994 pel doctor D. A. B. Young va concloure que, probablement, va morir per una ameba hepàtica, una infecció parasitària del fetge. Dona més plausibilitat a això el fet que Ramanujan va estar una temporada a Madras, on aquesta malaltia estava força escampada. Va patir dos episodis de disenteria abans de deixar l'Índia. Si no es tracta adequadament, la disenteria pot quedar latent durant anys i acabar en una amebiasi hepàtica. Era una malaltia de difícil diagnòstic, però, un cop diagnosticada, fàcilment curable.

### Personalitat i vida espiritual
Diferents autors descriuen Ramanujan com una persona tímida, de posat tranquil, un home digne i de tracte agradable. La seva vida a Cambridge va ser més aviat austera. El principal biògraf indi el descriu com a rigorosament ortodox. Ramanujan assegurava que la seva intuïció li venia de la dea Namagiri, de la família dels déus Kuladevata, i era a ella a qui s'adreçava quan necessitava inspiració per a la seva feina. Sovint deia: "Per a mi, una equació no té sentit, fins que representa el pensament de Déu."
G. H. Hardy cita Ramanujan assenyalant que totes les religions semblen igualment vàlides per a ell. Hardy va sostenir, a més, que la religiositat de Ramanujan havia estat exagerada -en el punt de conviccions, no per la seva pràctica- pels seus biògrafs indis, i que se li havia donat un punt molt més romàntic pels biògrafs occidentals. Al mateix temps, va comentar sobre Ramanujan que portava una dieta vegetariana estricta.

## Descobertes matemàtiques
Ramanujan va obtenir prop de 3.900 resultats (la majoria identitats i equacions) durant la seva curta vida. Malgrat que un petit nombre d'aquests resultats eren falsos i d'altres eren ja coneguts, la majoria són correctes. Va postular resultats que eren originals i molt poc convencionals, com el nombre primer de Ramanujan i la funció theta de Ramanujan. Aquests resultats han inspirat una quantitat enorme de recerques posteriors. No obstant això, alguns dels seus descobriments més importants van trigar força temps a entrar dins dels cercles de recerca matemàtics. Recentment, s'han trobat aplicacions de les fórmules de Ramanujan a la cristal·lografia i la teoria de cordes. El Ramanujan Journal, una publicació internacional, va començar a publicar treballs en tots els camps de les matemàtiques deguts a la influència del seu treball.
En matemàtiques, hi ha una distinció entre tenir una intuïció i tenir una demostració. El talent de Ramanujan suggereix una gran quantitat de fórmules que podrien ser investigades en profunditat més endavant. Es diu que els descobriments de Ramanujan són excepcionalment rics i que sovint hi ha més en aquests del que inicialment es veu a simple vista. Gràcies a les seves intuïcions es van obrir noves orientacions d'investigació. Entre els exemples més interessants d'aquestes fórmules s'inclouen les intrigants sèries infinites de π, una de les quals és la següent:
{\displaystyle {\frac {1}{\pi }}={\frac {2{\sqrt {2}}}{9801}}\sum _{k=0}^{\infty }{\frac {(4k)!(1103+26390k)}{(k!)^{4}396^{4k}}}.}
Aquest resultat es basa en el discriminant fonamental negatiu d = −4×58 amb número de classe h(d) = 2 (noteu que 5×7×13×58 = 26390) i està relacionat amb el fet que:
{\displaystyle e^{\pi {\sqrt {58}}}=396^{4}-104.000000177\dots .}
Comparable amb el nombre de Heegner, que té nombre de classe 1 i que dona fórmules similars.
Les sèries de Ramanujan per al nombre π convergeixen extraordinàriament ràpid (exponencialment), i formen la base d'alguns dels algoritmes més ràpids que s'utilitzen actualment per calcular el nombre π. Si es trunca la suma al primer terme, dona l'aproximació {\displaystyle 9801{\sqrt {2}}/4412} per π, que és correcta fins al sisè decimal.
Una de les seves capacitats més remarcables era la de solucionar ràpidament els problemes. Compartia habitació amb P. C. Mahalanobis, que li proposà un problema: "Imagina que estàs en un carrer amb cases marcades amb nombres d'1 a n. Hi ha una casa en el mig (x) tal que la suma dels nombres de les cases de l'esquerra és igual a la suma dels nombres de les cases de la dreta. Si n està entremig de 50 i 500, quins són n i x?". Aquest és un problema bivariant amb múltiples solucions. Ramanujan va pensar el problema i va donar la resposta amb una particularitat: va donar una fracció continua. La part més poc usual era la solució proposada per al conjunt de tots els problemes d'aquest tipus. Mahalanobis va quedar astorat i li va demanar com ho havia fet. "És simple. En el moment en què vaig escoltar el problema, vaig saber que la resposta era una fracció contínua. Quina fracció contínua? Em vaig demanar. Llavors la resposta em va venir al cap", va respondre Ramanujan.
La seva intuïció el va portar a deduir algunes identitats matemàtiques desconegudes fins aleshores, com, per exemple:
{\displaystyle \left[1+2\sum _{n=1}^{\infty }{\frac {\cos(n\theta )}{\cosh(n\pi )}}\right]^{-2}+\left[1+2\sum _{n=1}^{\infty }{\frac {\cosh(n\theta )}{\cosh(n\pi )}}\right]^{-2}={\frac {2\Gamma ^{4}\left({\frac {3}{4}}\right)}{\pi }}}
per a tot {\displaystyle \theta }, en què {\displaystyle \Gamma (z)} és la funció gamma. Igualant coeficients de {\displaystyle \theta ^{0}}, {\displaystyle \theta ^{4}}, i {\displaystyle \theta ^{8}} dona algunes identitats profundes per a la secant hiperbòlica.
El 1918, G. H. Hardy i Ramanujan van estudiar la funció partició P(n) extensivament i van donar una sèrie asimptòtica no convergent molt acurada que permet el càlcul exacte del nombre de particions d'un nombre sencer. El 1937, Hans Rademacher va saber refinar la seva fórmula per trobar una sèrie convergent exacta per a la solució d'aquest problema. El treball de Ramanujan i Hardy en aquesta àrea va fer néixer un potent nou mètode per trobar fórmules asimptòtiques anomenades mètode circular.
El seu últim any de vida va descobrir les funcions prova de theta (mock theta function). Durant molts anys, aquestes funcions havien estat un misteri, però ara se sap que són les parts holomòrfiques de les formes Maass harmòniques febles.

### La conjectura de Ramanujan
Malgrat que hi ha moltes afirmacions que podrien tenir el nom de conjectura de Ramanujan, hi ha una afirmació que va ser molt important en el treball posterior. En particular, la connexió d'aquesta conjectura amb les conjectures d'André Weil en la geometria algebraica va donar peu a nous camps de recerca. La conjectura de Ramanujan és una afirmació comparable a la funció tau, que té una funció generadora, el discriminant de la forma modular Δ(q), una forma de cúspide en la teoria de les formes modulars. El 1973, es va demostrar com una conseqüència de la demostració de les conjectures de Weil demostrada per Pierre Deligne. El pas de reducció que té aquesta demostració és complicat. Deligne va guanyar la Medalla Fields el 1978 pel seu treball sobre les conjectures de Weil.

### Obres
Mentre estava a l'Índia, Ramanujan va guardar la major part dels seus resultats en quatre quaderns de fulls de paper solts. Aquests resultats eren en la seva majoria conclusions per escrit sense cap deducció. Això és probablement l'origen de la percepció errònia que Ramanujan era incapaç de demostrar els seus resultats i que simplement posava el resultat final directament. El matemàtic Bruce C. Berndt, en la revisió que va fer dels seus quaderns, va dir que Ramanujan era realment capaç de fer les demostracions, però, simplement, va triar no fer-ho.
La seva manera de treballar pot haver estat deguda a diverses raons. El paper era molt car; per tant, Ramanujan feia la majoria del seu treball i demostracions en la pissarra, i llavors passava únicament els resultats a paper. La utilització de la pissarra era un costum molt habitual per als estudiants de matemàtiques de l'Índia d'aquella època. També es creu probable que Ramanujan hagués estat influenciat per l'estil del llibre de G. S. Carr, que posava els resultats sense proves. Finalment, pot ser que Ramanujan considerés els seus treballs únicament del seu interès; i per tant, simplement en guardava els resultats.
El primer quadern té 351 pàgines amb 16 capítols i una part no organitzada. El segon quadern tenia 256 pàgines en 21 capítols i 100 pàgines no organitzades i el tercer quadern tenia 33 pàgines sense organitzar. Els resultats que es van trobar en els seus quaderns van inspirar, posteriorment, moltes publicacions de matemàtics que intentaven demostrar el que ell havia trobat. Hardy també va escriure material en què investigava el treball de Ramanujan, tal com també hi havia fet G. N. Watson, B. M. Wilson, i Bruce Berndt. Un quart quadern, l'anomenat quadern perdut, es va redescobrir el 1976 per George Andrews.

## Altres visions matemàtiques de Ramanujan
Es considera Ramanujan com un dels grans matemàtics de tots els temps, com Leonhard Euler, Carl Friedrich Gauss, i Carl Gustav Jacob Jacobi, pel seu talent natural per a les matemàtiques. G. H. Hardy cita: "Les limitacions del seu coneixement van ser sorprenents, així com la seva profunditat. Va ser un home que podia treballar amb equacions modulars i teoremes... el domini que tenia de les fraccions contínues era... més profund que el que tenia qualsevol matemàtic en el món, i va trobar per ell mateix l'equació funcional de la funció zeta i els termes dominants de molts dels més famosos problemes en la teoria analítica de nombres; i no havia sentit a parlar d'una funció biperiòdica o del teorema de Cauchy, i no tenia ni la més vaga idea del que era una funció amb variable real…". Hardy deia que la seva major contribució a les matemàtiques havia estat descobrir Ramanujan.
Junt amb K. Srinivasa Rao, i referint-nos al seu lloc en el món de les matemàtiques, citarem Bruce C. Berndt: "Paul Erdős ens havia passat les puntuacions personals de G. H. Hardy dels matemàtics. Suposem que puntuem matemàtics de 0 a 100 basant-nos en el seu talent pur, Hardy es va donar a si mateix una puntuació de 25, J. E. Littlewood 30, David Hilbert 80 i Ramanujan 100.'"
En el seu llibre Scientific Edge, el famós físic Jayant Narlikar va afirmar que "a Srinivasa Ramanujan, descobert pel matemàtic de Cambridge G. H. Hardy, se li van començar a apreciar les seves descobertes matemàtiques entre el 1915 i el 1919. Els seus resultats van ser compresos completament molt més tard, després de la seva mort el 1920. Per exemple, el seu treball sobre els nombres fortament compostos (nombres amb un gran nombre de factors) va donar peu a una nova línia d'investigacions en la teoria d'aquests nombres." Narlikar també continua dient que el seu treball va ser un dels deu descobriments més importants de la ciència índia el segle xx i que "podia ser considerat de la categoria del Premi Nobel." El treball d'altres científics indis del segle xx que Narlikar considera, també, valedors d'un Premi Nobel són Chandrasekhara Venkata Raman, Megh Nad Saha i Satyendra Nath Bose.

## Reconeixements
Tamil Nadu, el poble natal de Ramanujan, celebra el 22 de desembre (aniversari de Ramanujan) el dia State IT Day, en memòria tant de Ramanujan com dels seus descobriments. El 1962, el govern de l'Índia va imprimir un segell amb el rostre de Ramanujan –el 75è aniversari del seu naixement– commemorant els seus descobriments en el camp de la teoria de nombres.
L'International Centre for Theoretical Physics (ICTP) va crear un premi per a joves matemàtics de països en vies de desenvolupament en nom de Ramanujan, amb la cooperació d'International Mathematical Union, que nomina els membres del comitè del premi. Durant l'any 1987 (centenari de Ramanujan), es va publicar una versió impresa del Quadern perdut de Ramanujan feta per l'editorial Narosa de Springer-Verlag. L'últim primer ministre indi, Rajiv Gandhi, va presentar la primera còpia a S. Janaki Ammal Ramanujan (vídua de Ramanujan) i la segona còpia a George Andrews com a reconeixement de les seves contribucions en el camp de la teoria de nombres.
Bhavna Thakur, un advocat laboralista fincat a Nova York, va dirigir una obra de teatre titulada A First Class Man, basada en la seva vida.

## Cinema i teatre
- El 2006, es va anunciar el rodatge d'una pel·lícula sobre la vida de Ramanujan que s'havia de començar a rodar el 2007. S'havia de rodar a Tamil Nadu i a Cambridge i havia de ser produïda per una col·laboració indobritànica i codirigida per Stephen Fry i Dev Benegal.[85]
- Una obra de teatre, First Class Man per Alter Ego Productions[86] estava basada en First Class Man de David Freeman. L'obra se centra en Ramanujan i la seva complexa i disfuncional relació amb G. H. Hardy.
- El 2007 es va estrenar una altra obra de teatre, A Disappearing Number, concebuda i dirigida per Simon McBurney i produïda per la companyia britànica The Complicite Company, que també es centra en la relació Hardy-Ramanujan.
- Matthew Brown va dirigir el 2015 L'home que coneixia l'infinit, una pel·lícula basada en el llibre The Man Who Knew Infinity: A Life of the Genius Ramanujan, de Robert Kanigel.[87]

## Publicacions de Ramanujan seleccionades
- Collected Papers of Srinivasa Ramanujan (en català Obres escollides de Srinivasa Ramanujan), per Srinivasa Ramanujan, G. H. Hardy, P. V. Seshu Aiyar, B. M. Wilson, Bruce C. Berndt (AMS, 2000, ISBN 0-8218-2076-1)

Aquest llibre va ser publicat originalment el 1927 després de la mort de Ramanujan. Conté els 37 articles publicats en revistes professionals per Ramanujan durant la seva vida. La tercera reimpressió conté comentaris addicionals de Bruce C. Berndt.
- Notebooks (2 Volumes), S. Ramanujan, Tata Institute of Fundamental Research, Bombay, 1957.

Aquests llibres contenen còpies fotogràfiques dels quaderns originals escrits per Ramanujan.
- The Lost Notebook and Other Unpublished Papers (en català El quadern perdut i altres documents inèdits), by S. Ramanujan, Narosa, New Delhi, 1988.

Aquest llibre conté còpies fotogràfiques de les pàgines de "Notebook perdut".
- Berndt, Bruce C. "An Overview of Ramanujan's Notebooks." Charlemagne and His Heritage: 1200 Years of Civilization and Science in Europe. Ed. P. L. Butzer, W. Oberschelp, and H. Th. Jongen. Turnhout, Belgium: Brepols, 1998. 119-146. Text.
- Berndt, Bruce C., and George E. Andrews. Ramanujan's Lost Notebook, Part I. New York: Springer, 2005. ISBN 0-387-25529-X.
- Berndt, Bruce C., and George E. Andrews. Ramanujan's Lost Notebook, Part II. New York: Springer, 2008. ISBN 978-0-387-77765-8.
- Berndt, Bruce C., and Robert A. Rankin. Ramanujan: Letters and Commentary. Vol. 9. Providence, Rhode Island: American Mathematical Society, 1995. ISBN 0-8218-0287-9.
- Berndt, Bruce C., and Robert A. Rankin. Ramanujan: Essays and Surveys. Vol. 22. Providence, Rhode Island: American Mathematical Society, 2001. ISBN 0-8218-2624-7.
- Berndt, Bruce C. Number Theory in the Spirit of Ramanujan. Providence, Rhode Island: American Mathematical Society, 2006. ISBN 0-8218-4178-5.
- Berndt, Bruce C. Ramanujan's Notebooks, Part I. New York: Springer, 1985. ISBN 0-387-96110-0.
- Berndt, Bruce C. Ramanujan's Notebooks, Part II. New York: Springer, 1999. ISBN 0-387-96794-X.
- Berndt, Bruce C. Ramanujan's Notebooks, Part III. New York: Springer, 2004. ISBN 0-387-97503-9.
- Berndt, Bruce C. Ramanujan's Notebooks, Part IV. New York: Springer, 1993. ISBN 0-387-94109-6.
- Berndt, Bruce C. Ramanujan's Notebooks, Part V. New York: Springer, 2005. ISBN 0-387-94941-0.
- Hardy, G. H. Ramanujan. New York, Chelsea Pub. Co., 1978. ISBN 0-8284-0136-5.
- Hardy, G. H. Ramanujan: Twelve Lectures on Subjects Suggested by His Life and Work. Providence, Rhode Island: American Mathematical Society, 1999. ISBN 0-8218-2023-0.
- Henderson, Harry. Modern Mathematicians. New York: Facts on File Inc., 1995. ISBN 0-8160-3235-1.
- Kanigel, Robert. The Man Who Knew Infinity: a Life of the Genius Ramanujan. New York: Charles Scribner's Sons, 1991. ISBN 0-684-19259-4.
- Leavitt, David. The Indian Clerk. London: Bloomsbury, 2007. ISBN 978-0-7475-9370-6 (paperback).
- Narlikar, Jayant V. Scientific Edge: the Indian Scientist From Vedic to Modern Times. New Delhi, India: Penguin Books, 2003. ISBN 0-14-303028-0.
- T.M.Sankaran. "Srinivasa Ramanujan- Ganitha lokathile Mahaprathibha", (in Malayalam), 2005, Kerala Sastra Sahithya Parishath, Kochi.